# 三明治板
三明治板，是三明治夹芯结构的板材形式，是一种特殊的复合材料结构类型。三明治板顾名思义，是将几种不同材料以类似“三明治“的形式进行堆叠之后形成的板材，具有强度好、刚度好、重量较轻等特点。
夹芯结构，是一种特殊的复合材料结构类型，三明治夹芯结构是通过在重量轻而相对厚一点的芯材两侧贴上两层薄而坚固又有刚度的面板所组成。三明治夹芯结构有着典型的轻重量、高刚性和高强度特征。

## 介绍
三明治板，是三明治夹芯结构的板材形式，是一种特殊的复合材料结构类型。
三明治板通常由5层组成：
- 最上和最下两层（称为面层）通常是较为坚硬的材料组成，用于抵抗压缩和拉伸应力；
- 中间层称为芯材，通常由密度较低且具有较好剪切应力的材料构成，用于防止面层向内或向外弯折；
- 在面层和芯材之间的两层是胶合层，用于将芯材和面层粘合在一起，胶合层必须能承载剪切和拉伸应力。

三明治板的工作原理和工字钢很类似。当三明治夹芯结构承受弯曲载荷时，面层承受了主要的平面压缩和拉伸载荷，芯材则类似工字钢的腹板，承受了主要的剪切应力。同工字钢一样，当两个面层之间的距离增大时，三明治板就能获得更大比例的刚度，而芯材因为具有较低的密度，即便增厚对整个材料的重量影响也较小，因此三明治板可以在具有高刚度的情况下依然保持较低的重量。
三明治板因为具有良好的刚度、强度和较低的重量，且所用材料相对廉价，因此对控制成本及减少对环境的影响具有积极的作用，所以应用越来越广泛。

## 常见的三明治板种类
三明治板通常因为需求不同而采用不同的面层和芯材。
如船舶的船体要求具有良好的刚度、强度、防腐等性能，因此面层通常采用玻璃钢、碳纤维等材料，而芯材通常采用AIREX PET泡沫芯材；如风机叶片因为直径非常大（目前最大的风机叶片直径为70m），因此要求风机叶片具有良好的强度、刚度和非常低的重量，且耐腐蚀、抗电机、寿命长等性能，所以风机叶片用三明治板面层常采用玻璃钢或碳纤维材料，芯材常采用巴沙轻木（Baltek wood）。